# Боб Грем
Даніел Роберт «Боб» Грем (англ. Daniel Robert «Bob» Graham; 9 листопада 1936, Корал-Ґейблз, Флорида — 16 квітня 2024) — американський політик-демократ. 38-й губернатор штату Флорида (1979–1987), представляв Флориду у Сенаті США (1987–2005).
У 1959 році він отримав ступінь бакалавра в Університеті Флориди, а у 1962 — ступінь магістра права у Гарвардській школі права. У 1966 році він був обраний членом Палати представників Флориди, нижньої палати законодавчих зборів штату. Він був членом Сенату Флориди з 1970 по 1978. У 1978 році Грем був обраний губернатором Флориди, переобраний через чотири роки. Він переміг сенатора від Республіканської партії Полу Гокінс на виборах до Сенату США у 1986 році, переобраний у 1992 і 1998 роках.
Грем очолював сенатський комітет з питань розвідки у 2001–2003 роках. У лютому 2003 році він виставив свою кандидатуру на президентських праймеріз Демократичної партії, але зняв свою кандидатуру у жовтні того ж року. Він згадувався як можливий кандидат у віце-президенти у парі з Джоном Керрі на виборах у 2004 році.